# Tuur Rommens
Tuur Rommens, né le 26 mars 2003 à Turnhout en Belgique, est un footballeur belge qui joue au poste d'arrière gauche au KVC Westerlo.

## Biographie

### En club
Né à Herentals en Belgique, Tuur Rommens est notamment formé par le FC Zwaneven, le KVC Westerlo avant de poursuivre sa formation au KRC Genk. Les Genkois lui offrent son premier contrat professionnel en février 2020. C'est avec ce club qu'il fait ses débuts en professionnel, jouant son premier match, le 27 octobre 2021, lors d'une rencontre de coupe face au KVC Sint-Eloois-Winkel Sport. Il entre en jeu à la place de Gerardo Arteaga. Son équipe s'impose largement six buts à zéro,.
Il s'engage avec le KVC Westerlo en juillet 2023. Le 13 août 2023, il joue son premier match en championnat contre La Gantoise. Titulaire lors de cette rencontre, son équipe s'incline trois buts à un,.